# 马克西米利安·弗朗茨 (奥地利大公)
馬克西米利安二世·弗蘭茲（德語：Erzherzog Maximilian II. Franz von Österreich），出身貴族，母親是奧地利女大公、匈牙利女王、波希米亞女王和神聖羅馬帝國皇后瑪麗婭·特蕾西婭，父親是托斯卡纳大公、神聖羅馬帝國皇帝弗朗茨一世，神聖羅馬帝國皇帝約瑟夫二世的弟弟。一生摯愛音樂和藝術，曾替貝多芬向莫扎特寫推薦函，被普遍認為是贝多芬和莫扎特的牽線者。